# Feketesapkás poszátalevélmadár
A feketesapkás poszátalevélmadár (Aegithina nigrolutea) a madarak osztályának verébalakúak (Passeriformes) rendjébe és a poszátalevélmadár-félék (Monarchidae) családjába tartozó faj.
A magyar név forrással nincs megerősítve.

## Előfordulása
Srí Lanka és India területén honos.

## Megjelenése
Testhossza 14 centiméter.

## Szaporodása
Szaporodási ideje júniustól augusztusig tart. Fészkét alacsony bokrokra építi.

## Külső hivatkozás
- Képek az interneten a fajról
- Ibc.lynxeds.com - videó a fajról